# گنبد خشتی
گنبد خشتی مربوط به دوره صفویه است و در مشهد واقع شده و این اثر در تاریخ ۱۶ دی ۱۳۴۵ با شمارهٔ ثبت ۶۱۶ به‌عنوان یکی از آثار ملی ایران به ثبت رسیده‌است.
مقبره امامزاده سید محمد از نوادگان موسی بن جعفر معروف به گنبد خشتی در شهر مشهد واقع شده‌است. این بنا در ابتدای خیابان طبرسی در کوچه‌ای به همین نام در مجاورت کوچه سیاه آب قرار دارد.
این بنا مدفن امیرسلطان غیاث الدین محمد بن امر طاهرالموسی است که نسبت شریفش با هفده واسطه به حضرت موسی بن جعفر (ع) می‌رسد. گنبد این آرامگاه خشتی است و به همین سبب آن را گنبد خشتی می‌نامند. این بقعه از نظر معماری مشتمل بر دو بخش مهم پیوسته‌است که شامل فضای زیر گنبد به صورت چهارشاه‌نشین و هشتی ورودی می‌باشد. بنا بر شواهد بنیان اولیه این بنا در دوره تیموری صورت گرفته و در عصر صفوی و قاجار نیز تکمیل و تزئین شده‌است.
در سال ۱۳۹۹ ه‍.ش شهید مدافع حرم در امامزاده دفن شد
مکان دفن برای سایر افراد موجود می‌باشد
نزدیک حرم
سایت گنبد خشتی : 
gonbadkheshtii.com